# Lyprauta alexanderi
Lyprauta alexanderi är en tvåvingeart som först beskrevs av Shaw 1941.  Lyprauta alexanderi ingår i släktet Lyprauta och familjen platthornsmyggor.
Artens utbredningsområde är Tennessee. Inga underarter finns listade i Catalogue of Life.